# 北區國民運動中心
北區國民運動中心是臺灣臺中市第二座啟用的國民運動中心，位於北區中正公園內，是一棟地下三樓、地上三樓的建築物，2017年10月1日正式啟用。目前為臺灣中部最大、全台第二大的國民運動中心，擁有國際標準游泳競賽場地。

## 歷史
中正國民運動中心用地原為中正游泳池與中正網球場，於2013年9月26日動工時稱為中正國民運動中心，2016年11月竣工後改為北區國民運動中心；2017年9月20日試營運，同年10月1日落成啟用。

## 設施介紹
- B2：游泳池（包括競賽池、訓練池、跳水池和兒童池等）、2240位的觀眾席，另有SPA池、烤箱、蒸氣室
- B1：選手休息區、TRX教室、淋浴間
- 1F：服務大廳、綜合球場（籃球）、羽球場、桌球室
- 2F：韻律教室、兒童遊戲室、棋藝和閱覽室、餐飲區
- 3F：體適能中心
- RF：韻律教室、啟蒙射箭場（页面存档备份，存于）

## 外部連結
- 臺中市政府運動局-北區國民運動中心 （页面存档备份，存于）
- 臺中市北區國民運動中心（页面存档备份，存于）
- 北區國民運動中心的Facebook專頁